# Greg Murphy (Jazzmusiker)
Greg Murphy (* 1. Dezember 1959 in St. John’s, Neufundland) ist ein US-amerikanischer Jazzmusiker (Piano, auch Komposition).

## Leben und Wirken
Greg Murphy begann seine Musikerkarriere 1971, als er in der Schulband der Ray-Fisk Grammar School in Chicago spielte. Er erhielt dann eine klassische Ausbildung am Piano bei Lucia Santini an der Roosevelt University. 1980–84 spielte er in der Jazz/Funk-Band Lightning Flash Thunder Roar sowie in den Bigbands der University of Illinois at Chicago und der Northern Illinois University und anderen lokalen Chicagoer Bands. Mit einem Stipendium des National Endowment for the Arts studierte Murphy ab 1984 in New Orleans bei Ellis Marsalis. Dort arbeitete er des Weiteren mit The New Orleans Jazz Couriers, Percussion Incorporated (mit der 1987 erste Aufnahmen entstanden) und seiner eigenen Formation The Fusicians. In New Orleans spielte er außerdem mit Donald Harrison und Wynton Marsalis. 1987 zog er nach New York City und begann eine längere Zusammenarbeit mit Rashied Ali, die bis zu dessen Tod im Jahre 2009 anhielt.
Im Laufe seiner Karriere arbeitete Murphy ebenfalls mit eigenen Formationen; außerdem spielte er in New York mit Ornette Coleman, in Frankreich mit Carlos Santana und Archie Shepp. 2005 entstand das Album Orientation;  2012 nahm er die Titelmelodie des HBO-Dokumentarfilms Redemption auf, der 2013 eine Oscar-Nominierung als bester Dokumentar-Kurzfilm erhielt. Weiterhin arbeitete er mit Jeff „Tain“ Watts, Billy Hart, Art Taylor, Joe Lovano, Grachan Moncur III, Christian McBride, Cindy Blackman, Flava Flav, Charles McPherson, Larry Ridley, William Parker und Charles Gayle.
Im Bereich des Jazz war er zwischen 1994 und 2016 an 12 Aufnahmesessions beteiligt.

## Diskographische Hinweise
- Let's Get Started (1994, ed. 2004)
- Orientation (2005), mit Lawrence Clark, Alex Hernandez, Noel Sagerman, Raphael Cruz
- Summer Breeze (2018), mit Josh Evans, Eric Wheeler, Kush Abadey